# Nyagihanga
Nyagihanga (Kinyarwanda Umurenge wa Nyagihanga) ist einer von 14 Sektoren im Distrikt Gatsibo in der Ostprovinz von Ruanda.

## Geographie
Nyagihanga hat eine Fläche von 71,93 km² und liegt auf einer Höhe von etwa 1760 m. Der Sektor unterteilt sich in die sechs Zellen Gitinda, Kibare, Mayange, Murambi, Nyagitabire und Nyamirama. Nachbarsektoren sind im Norden Mimuri, im Osten Ngarama, im Südosten Gatsibo, im Südwesten Ruvune, im Westen Bwisige und im Nordwesten Mukama.

## Bevölkerung
Zur Volkszählung von 2022 betrug die Einwohnerzahl 28.812 Einwohner. Zehn Jahre zuvor waren es 24.159, was einem jährlichen Bevölkerungszuwachs von 1,8 Prozent zwischen 2012 und 2022 entspricht.

## Verkehr
Durch den äußersten Osten des Sektors verläuft die asphaltierte Nationalstraße 19.